# Valtimo
Valtimo är en tidigare kommun i landskapet Norra Karelen i östra Finland. I slutet av 2017 hade kommunen 2 218 invånare och en yta på 838,07 km². Den 1 januari 2020 uppgick kommunen i staden Nurmes.
Valtimo var enspråkigt finsk.